# Coronel Bicaco

Bandera del municipio de Coronel Bicaco

Coronel Bicaco es un municipio brasileño del estado de Rio Grande do Sul.
Se encuentra ubicado a una latitud de 27º42'56" Sur y una longitud de 53º42'05" Oeste, estando a una altitud de 468 metros sobre el nivel del mar. Su población estimada para el año 2004 era de 7.838 habitantes.
- Datos: Q600830
- Multimedia: Coronel Bicaco / Q600830